# Nikolai Huke
Nikolai Huke (* 20. November 1983 in Gießen) ist ein deutscher Politikwissenschaftler.

## Leben
Huke absolvierte von 2003 bis 2009 mit einem Studienstipendium der Hans-Böckler-Stiftung ein Lehramtsstudium mit den Fächern Sozialkunde und Deutsch an der Philipps-Universität Marburg. Während seines Studiums war er als Referent für Hochschulpolitik des AStA Marburg tätig. Anschließend arbeitete er bis 2012 an derselben Universität als wissenschaftlicher Mitarbeiter am Institut für Politikwissenschaft. Im Jahr 2016 schloss er seine von der Hans-Böckler-Stiftung geförderte Promotion zum Thema „Sie repräsentieren uns nicht. Soziale Bewegungen und Krisen der Demokratie in Spanien“ ab, in der er u. a. die Proteste in Spanien 2011/2012 und die Kämpfe um Wohnraum und gegen Zwangsräumungen der Plataforma de Afectados por la Hipoteca untersuchte. Parallel zu seiner Promotion arbeitete er mit David J. Bailey, Mònica Clua-Losada und Olatz Ribera-Almandoz im internationalen Forschungsprojekt „Beyond defeat and austerity. Disrupting the (critical political economy of) neoliberal Europe“.
Ab 2016 arbeitete Huke für vier Jahre an der Eberhard Karls Universität Tübingen, wo er das durch das Bundesministerium für Bildung und Forschung finanzierte Forschungsprojekt „Willkommenskultur und Demokratie in Deutschland“ koordinierte. Im Rahmen des Forschungsprojekts veröffentlichte Huke unter anderm eine von Pro Asyl und der IG Metall herausgegebene Studie zum Thema „,Ganz unten in der Hierarchie‘: Rassismus als Arbeitsmarkthindernis für Geflüchtete“. Im Jahr 2017 war Huke Postdoc-Stipendiat der Fritz Thyssen Stiftung mit einem Forschungsprojekt zum Thema „Zerrissene Demokratie. Erosionen und Legitimitätskonflikte demokratischer Verfassungsstaaten in Südeuropa“. 2019 war er Gastwissenschaftler am Arbeitsbereich von Wolfgang Menz an der Universität Hamburg. Von 2020 bis 2022 war er an der Christian-Albrechts-Universität zu Kiel tätig. Er führte dort ein Forschungsprojekt zum Thema „Gefährdetes Leben. Alltag und Protest in Flüchtlingsunterkünften im Zuge der Corona-Pandemie“ durch. Ergebnisse des Projekts wurden in einer von Pro Asyl herausgegebenen Studie mit dem Titel „Bedeutet unser Leben nichts? Erfahrungen von Asylsuchenden in Flüchtlingsunterkünften während der Corona-Pandemie in Deutschland“ veröffentlicht. Die Studie stieß medial auf große Resonanz.
Seit April 2024 leitet Huke an der Universität Hamburg das durch die Hans-Böckler-Stiftung finanzierte Projekt „Arbeitsrechte in prekären Lebenslagen“. Im Rahmen des Forschungsprojekts organisierte Huke unter anderem wissenschaftliche Fachtage zu „Rassismus in der Arbeitswelt“ und „Arbeitsrechtsverletzungen in Deutschland“.
Huke forscht und publiziert gegenwärtig unter anderem zu sozialer Ungleichheit, Arbeitsrecht, (Rechts-)Beratungsstellen, Migration, Prekarität, autoritärem Populismus und Demokratie. Journalistische Gastbeiträge von ihm sind unter anderem im Tagesspiegel erschienen. Huke ist zudem in der außeruniversitären politischen Bildungsarbeit tätig. Er veranstaltet einen monatlichen Jour Fixe zu Fragen kritischer Gesellschaftsforschung, der auch als Podcast veröffentlicht wird. Huke ist Mitglied der Gewerkschaft Erziehung und Wissenschaft, der Mittelbauinitiative Hamburg und der Assoziation für kritische Gesellschaftsforschung.

## Veröffentlichungen (Auswahl)

### Monographien
- Nikolai Huke: Ohnmacht in der Demokratie. Das gebrochene Versprechen politischer Teilhabe. transcript, Bielefeld 2021, ISBN 978-3-8376-5682-4.
- David Bailey, Mònica Clua-Losada, Nikolai Huke, Olatz Ribera-Almandoz: Beyond Defeat and Austerity. Disrupting (the Critical Political Economy of) Neoliberal Europe. Routledge, London 2017, ISBN 978-1-138-89054-1.
- Nikolai Huke: Sie repräsentieren uns nicht. Soziale Bewegungen und Krisen der Demokratie in Spanien. Westfälisches Dampfboot, Münster 2017, ISBN 978-3-89691-103-2.
- Nikolai Huke: Krisenproteste in Spanien. Zwischen Selbstorganisation und Überfall auf die Institutionen. edition assemblage, Münster 2016, ISBN 978-3-96042-006-4.
- Nikolai Huke: Diskursive Formationen und Kräfteverhältnisse in der europäischen Migrationspolitik. FEI, Marburg 2010, ISBN 978-3-8185-0477-9.

### Herausgeberschaften
- Anne Lisa Carstensen, Peter Birke, Nikolai Huke, Lisa Riedner (Hrsg.): Geteilte Arbeitswelten. Konflikte um Migration und Arbeit. Beltz Juventa, Weinheim 2024, ISBN 978-3-7799-7914-2.
- Samia Dinkelaker, Nikolai Huke, Olaf Tietje (Hrsg.): Nach der »Willkommenskultur«. Geflüchtete zwischen umkämpfter Teilhabe und zivilgesellschaftlicher Solidarität. transcript, Bielefeld 2020, ISBN 978-3-8376-5414-1.
- Hans-Jürgen Bieling, Nikolai Huke (Hrsg.): Migration und Teilhabe. 2020 (buergerimstaat.de [PDF]).
- Carina Book, Nikolai Huke, Norma Tiedemann, Olaf Tietje (Hrsg.): Autoritärer Populismus. Westfälisches Dampfboot, Münster 2020, ISBN 978-3-89691-257-2.
- Carina Book, Nikolai Huke, Sebastian Klauke, Olaf Tietje (Hrsg.): Alltägliche Grenzziehungen. Das Konzept der „imperialen Lebensweise“, Externalisierung und exklusive Solidarität. Westfälisches Dampfboot, Münster 2019, ISBN 978-3-89691-273-2.
- Forschungsgruppe Staatsprojekt Europa (Hrsg.): Kämpfe um Migrationspolitik. Theorie, Methode und Analysen kritischer Europaforschung. transcript, Bielefeld 2014, ISBN 978-3-8376-2402-1.
- Forschungsgruppe Staatsprojekt Europa (Hrsg.): Die EU in der Krise. Zwischen autoritärem Etatismus und europäischem Frühling. Westfälisches Dampfboot, Münster 2013, ISBN 978-3-89691-898-7.
- Forschungsgruppe Europäische Integration (Hrsg.): Rechtspopulismus in der Europäischen Union. VSA, Hamburg 2012, ISBN 978-3-89965-530-8.
- Forschungsgruppe Europäische Integration (Hrsg.): Die Außenbeziehungen der Europäischen Union: Hegemonialer Anspruch und umkämpfte Wirklichkeit. FEI, Marburg 2010, ISBN 978-3-8185-0484-7 (vifapol.de [PDF]).